# Nautilocalyx ruber
Nautilocalyx ruber är en tvåhjärtbladig växtart som beskrevs av Feuillet. Nautilocalyx ruber ingår i släktet Nautilocalyx och familjen Gesneriaceae. Inga underarter finns listade i Catalogue of Life.